# Lynchia papulata
Lynchia papulata är en tvåvingeart som beskrevs av Maa 1969. Lynchia papulata ingår i släktet Lynchia och familjen lusflugor. Inga underarter finns listade i Catalogue of Life.